# 대각선

선분 A'C는 정육면체의 맞모금이고 선분 B'D'는 정사각형 A'B'C'D'의 대각선이다.

어떤 다각형의 대각선(對角線, 영어: diagonal)은 다각형에서 이웃하지 않는 두 꼭짓점을 잇는 선분이다. 어떤 다면체의 맞모금은 같은 면 위에 있지 않은 두 꼭짓점을 잇는 선분을 뜻한다.
또한 대각선은 다각형에서 서로 마주보는 두 각을 잇는 직선이다.

## 대각선의 개수
n각형의 한 꼭짓점에서 그을 수 있는 대각선의 개수는 (n-3)개이다. n개의 꼭짓점이 있으니 대각선은 모두 n(n-3)개 일 듯하다. 하지만 대각선은 두 꼭짓점에 연결되어 있어서 2번씩 샌 것이다. 따라서 어떤 다각형에서 대각선의 개수는 {\displaystyle n(n-3) \over 2}이다.
예를 들면 칠각형의 대각선의 개수는 {\displaystyle {7(7-3) \over 2}=14} 개이다.

## 입체대각선과 면대각선

선분 AC(빨간색)는 면대각선, 선분 AC'(파란색)는 입체대각선

다면체에서 입체대각선은 같은 면 위에 있지 않은 꼭짓점을 연결하는 대각선이다. 맞모금이라고도 한다. 면대각선은 같은 면 위에 있는 꼭짓점을 연결하는 대각선이다.

## 같이 보기
- 면대각선
- 입체대각선